# Masdevallia zygia
Masdevallia zygia är en orkidéart som beskrevs av Carlyle August Luer och Malo. Masdevallia zygia ingår i släktet Masdevallia och familjen orkidéer.
Artens utbredningsområde är Ecuador. Inga underarter finns listade i Catalogue of Life.